# 마우리시오 멘도사
마우리시오 멘도사 렌테리아(스페인어: Mauricio Mendoza Rentería, 1981년 12월 28일 ~ )는 콜롬비아의 축구 선수이다.